# Stazione di Sammelplatz
La stazione di Sammelplatz (in tedesco Bahnhof Sammelplatz) è una stazione ferroviaria nel comune svizzero di Appenzello sulla linea San Gallo-Gais-Appenzello, facente parte della ferrovia Appenzello-San Gallo-Trogen.

## Storia
La stazione fu attivata il 1º luglio 1904, in occasione dell'apertura della tratta Gais-Appenzello della ferrovia San Gallo-Gais-Appenzello.

## Strutture e impianti
La stazione dispone di due binari dotati di marciapiede per il servizio passeggeri. È dotata di un piccolo fabbricato viaggiatori.

## Movimento
La stazione è servita da treni a cadenza semioraria sulla relazione Appenzello - Trogen (linea S21 della rete celere di San Gallo) e da treni nelle ore di punta sulla relazione Gais - Trogen (linea S20 della rete celere di San Gallo). Per entrambe le linee, è una fermata a richiesta.

## Servizi
Nella stazione sono presenti:
- Sala d'attesa[2]

## Interscambi
- Fermata autobus (linea notturna B21)[5]